# Juliana van Stolberg en haar vijf zoons

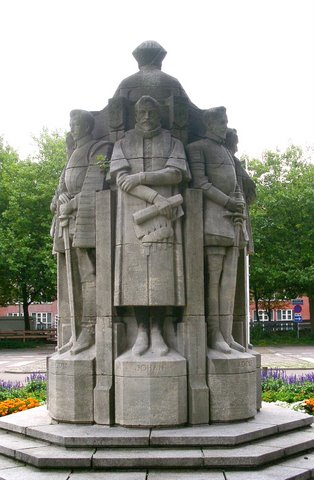
Achterkant van monument

Juliana van Stolberg en haar vijf zoons is een monument in de Zuid-Hollandse stad Den Haag. Het is in 1927 gemaakt door de beeldhouwer Bon Ingen-Housz en de architect Dirk Roosenburg. Het beeld staat in Den Haag, op de hoek van de Koningin Marielaan en de Juliana van Stolberglaan. 
Het is in Nederland het enige standbeeld van Juliana van Stolberg, de moeder van Willem van Oranje.

## Achtergrond
De eerste steen voor het monument werd gelegd op de achttiende verjaardag van prinses Juliana, op 30 april 1927, door Dirk Jan de Geer, voorzitter van de ministerraad. Drie jaar later, op 23 april 1930, werd het monument onthuld door de prinses ter gelegenheid van haar 18e verjaardag, in aanwezigheid van koningin Wilhelmina en koningin-moeder Emma. 
Het monument staat dan op het Louise de Colignyplein in Den Haag.

### Tijdens de Tweede Wereldoorlog
Tijdens het bombardement op het Bezuidenhout op 3 maart 1945 blijft het monument overeind staan te midden van de ruïnes van de omgeving. Het wordt slechts licht beschadigd. Tijdens de wederopbouw van het Bezuidenhout wordt het monument in november 1954 verrold van het Louise de Colignyplein naar de huidige locatie op de Koningin Marialaan, uitkijkend over de Juliana van Stolberglaan. Sindsdien heeft het monument een tweede functie als oorlogsmonument ter herdenking van de meer dan 500 burgers die bij het bombardement omkwamen. 

### Restauratie
In 2008 stond het monument in de steigers. Het werd schoongemaakt en gerestaureerd door Paul van Laere (1954), steenbeeldhouwer. Hij behandelde de geërodeerde huid van het beeld met een mortel, die speciaal uit Duitsland was geïmporteerd, en kleurde de letters opnieuw in.

## Voorstelling
Het monument is zevenhoekig. Twee delen worden ingenomen door Juliana van Stolberg (1506-1580), zij kijkt richting de naar haar genoemde Juliana van Stolberglaan. Op ieder ander deel staat een van haar vijf zonen uit haar tweede huwelijk: Johan, Lodewijk, Adolf, Hendrik en Willem Van Nassau Dillenburg. Alle personen zijn meer dan levensgroot en staan rechtop.
Jan van Nassau-Dillenburg wordt op dit monument Johan genoemd. In zijn rechterhand heeft hij een oorkonde met vijf zegels en linten, dit symboliseert de Unie van Utrecht, het verbond tussen Holland, Zeeland, Utrecht, Gelre en de Groningse Ommelanden.
Lodewijk van Nassau heeft een kaart in zijn hand. Hij draagt een licht harnas, hij is veldheer. Adolf van Nassau en Hendrik van Nassau leunen ieder op een zwaard, zij sneuvelen jong, en worden respectievelijk 27 en 23 jaar. De vijfde afgebeelde persoon tot slot is Willem van Oranje.

## De teksten
Onder de voeten van Juliana van Stolberg staat de volgende tekst:
| Juliana gravin van Stolberg stammoeder van het Huis van Oranje Nassau geb. 1506 overl. 1580 en hare zonen |

- Linksonder: B. Ingen-Housz sculpt.
- Rechtsonder: D. Roosenburg arch.

## Galerij

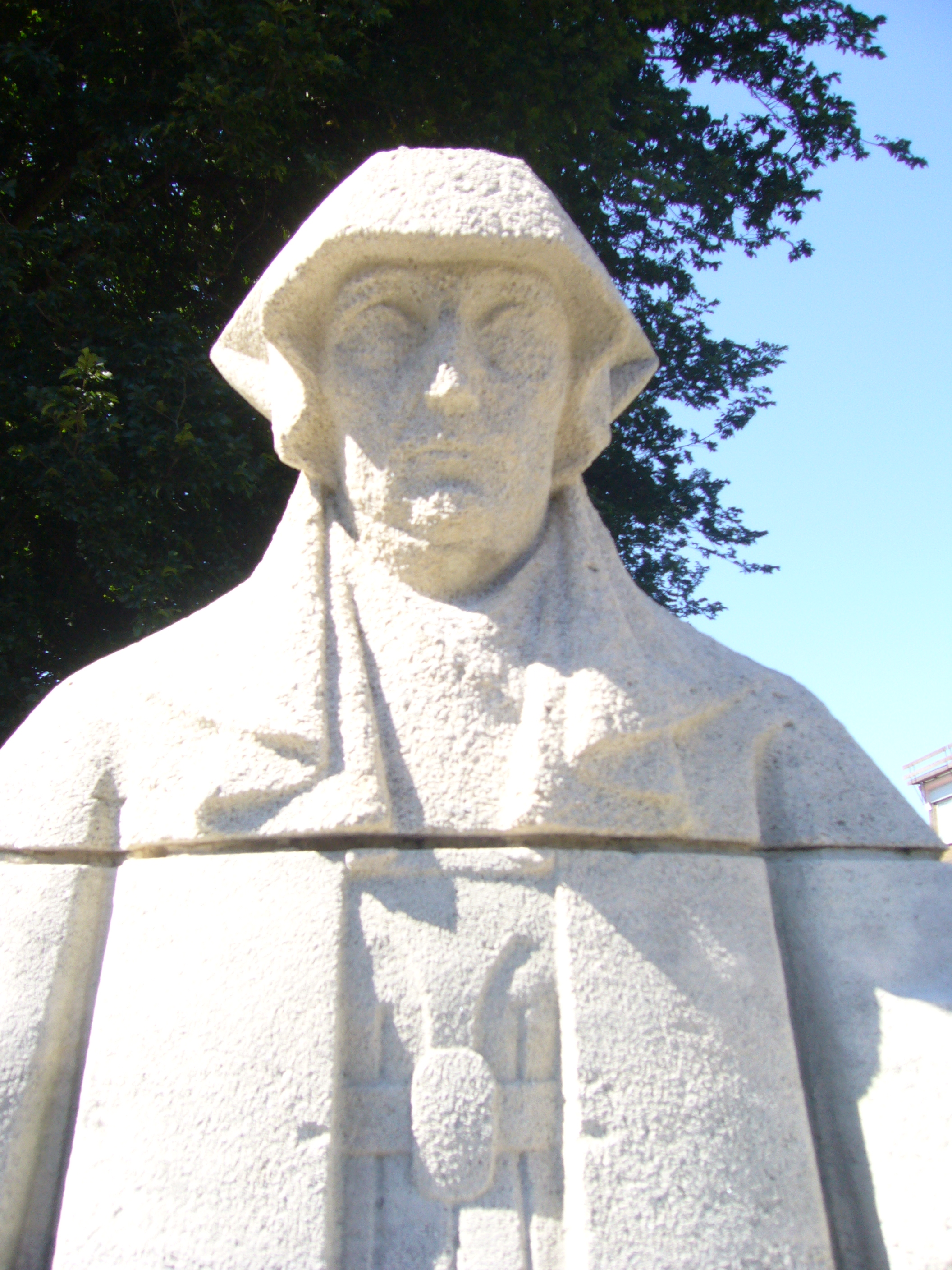
Juliana
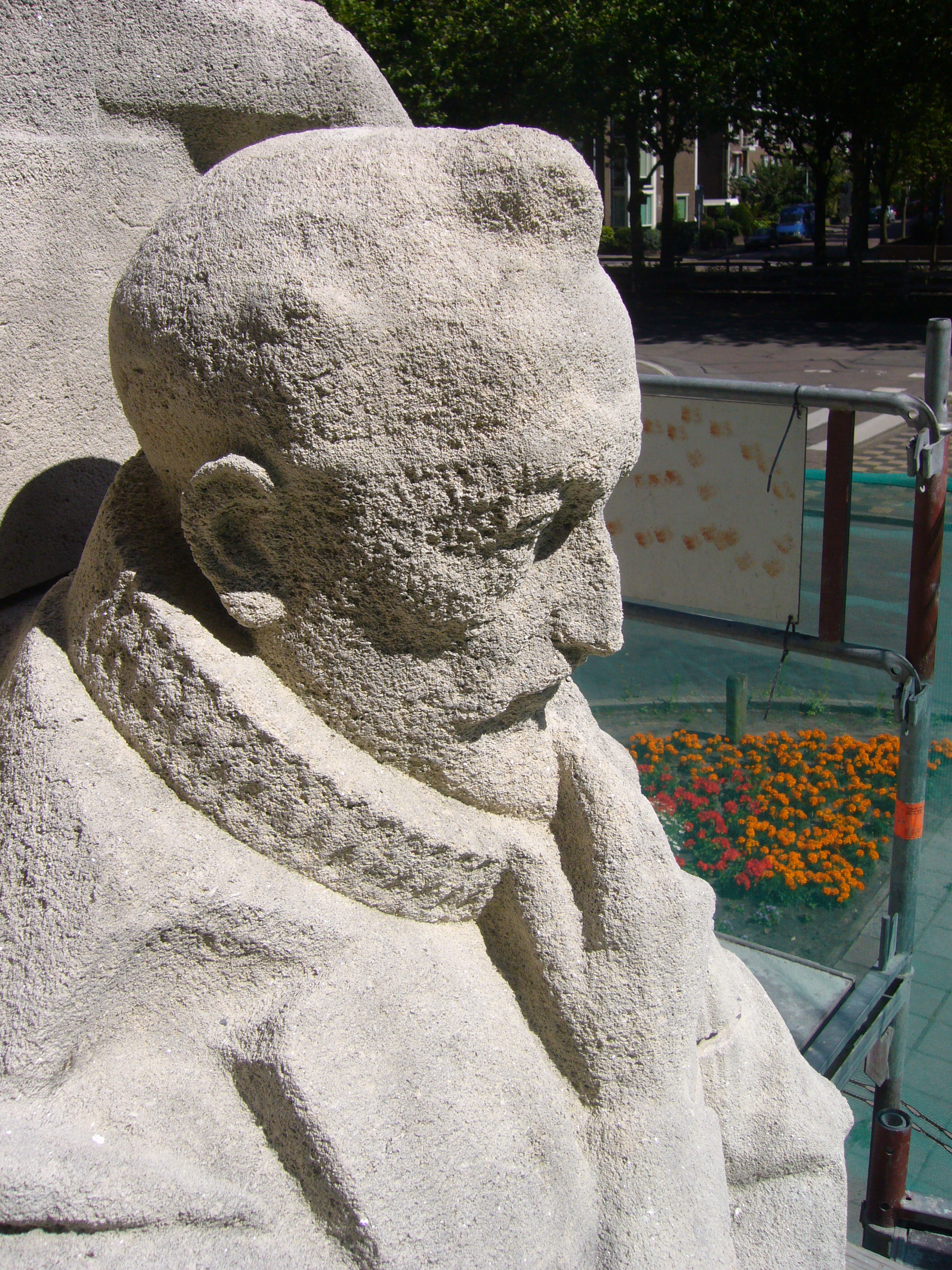
Willem
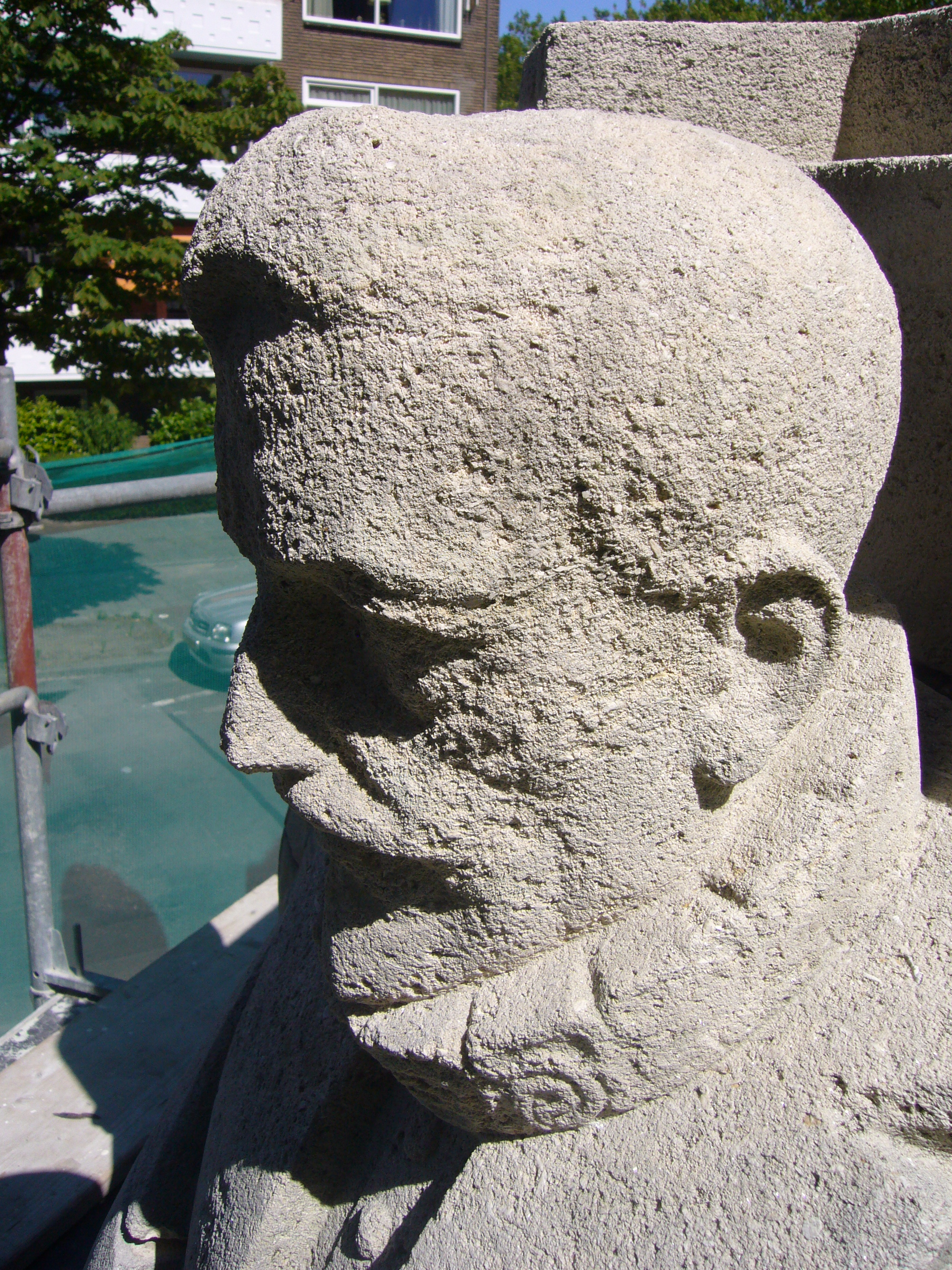
Johan
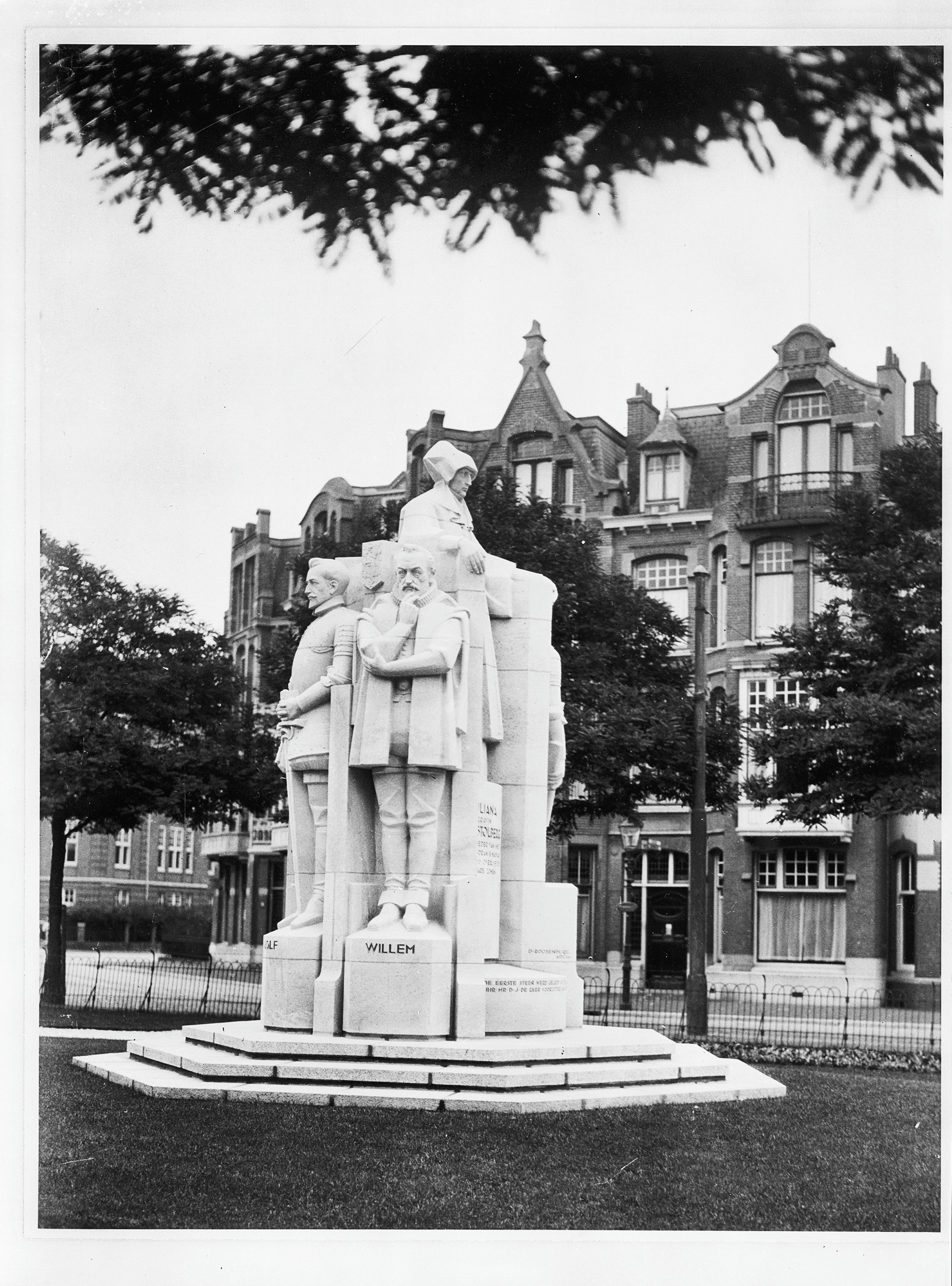
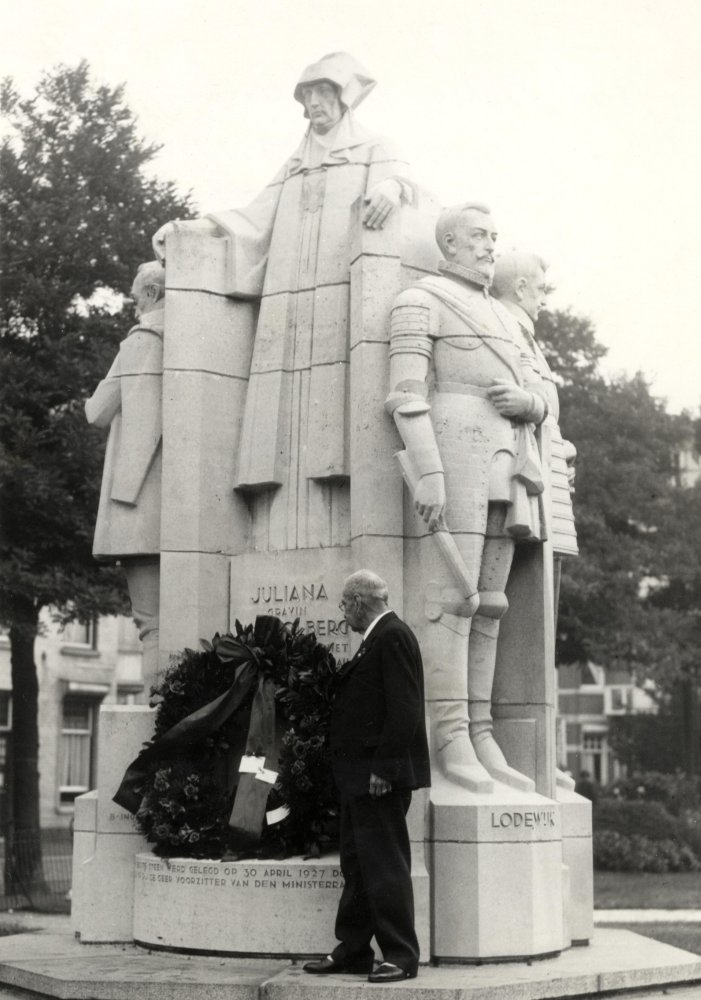

## Trivia
Juliana groeide op in Duitsland, op kasteel Stolberg in het dorpje Stolberg. Daar is op haar 500e geboortedag een standbeeld onthuld met de tekst "Moeder des Vaderland".